# Quartieri Spagnoli

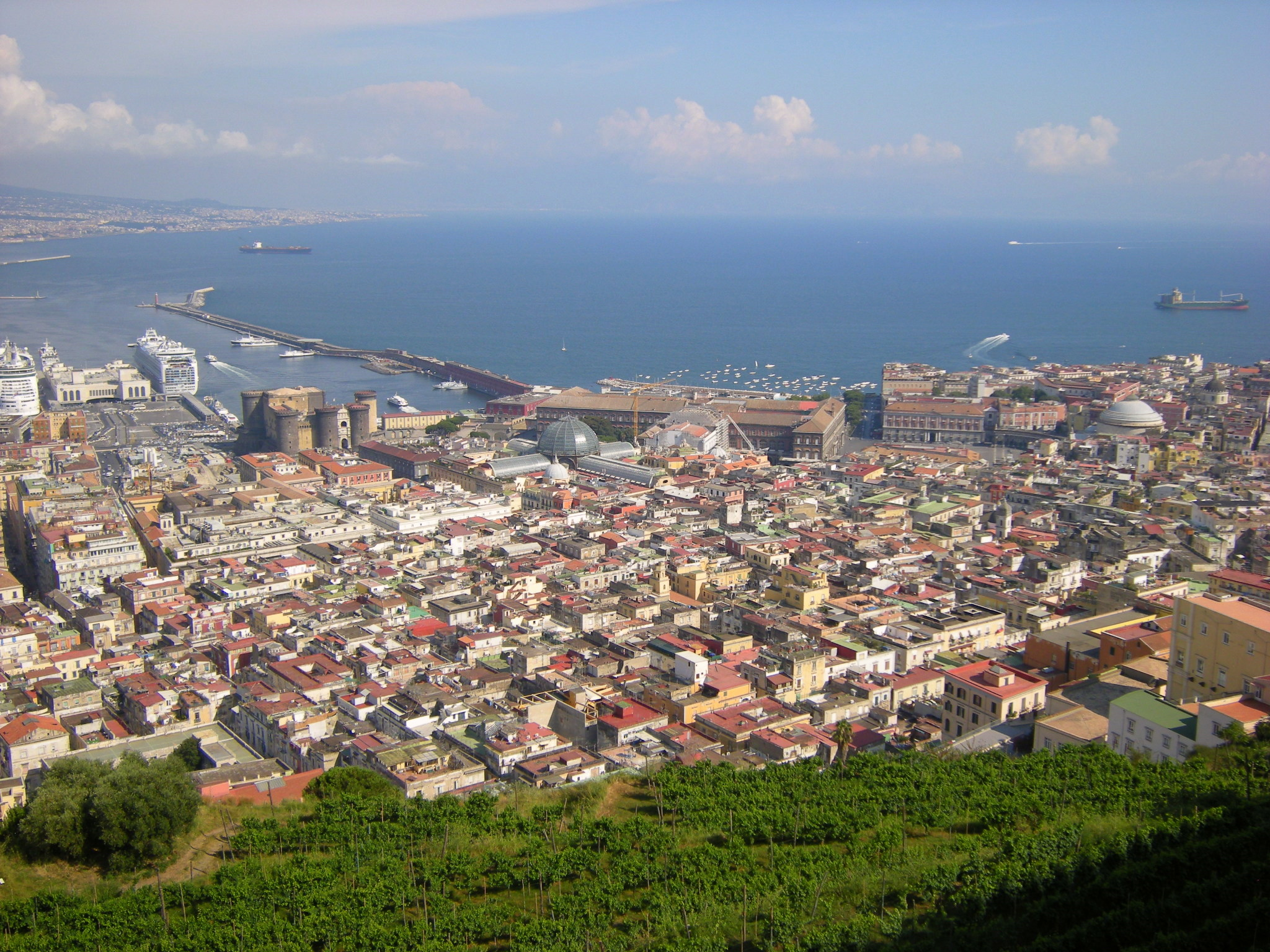
Quartieri Spagnoli.

Die Quartieri Spagnoli (deutsch: Spanische Quartiere) sind ein Stadtviertel in der süditalienischen Hafenstadt Neapel. Sie befinden sich in der zweiten Verwaltungseinheit (Municipalità II) und innerhalb dieser im Stadtteil (Quartiere) Montecalvario.
Die Quartieri Spagnoli sind Teil des historischen Zentrums Neapels. Heute sind die meisten Häuser mehrstöckig, die Straßen sind sehr schmal und selten breiter als fünf Meter.
Ihr Name kommt daher, dass sie in der frühen Neuzeit vor allem als Quartiere für die spanischen Soldaten der regierenden spanischen Vizekönige dienten.

## Lage
Die Quartieri Spagnoli liegen direkt an einer der Haupteinkaufsstraßen Neapels, an der Via Toledo. Auf der anderen Seite der Quartieri beginnt der Stadthügel Vomero, auf dem sich ein Kloster und die Festung Sant’Elmo befinden. An dieser durch den Vomero begrenzten Seite des Viertels findet man zahlreiche Sackgassen, nur über wenige Straßen gelangt man bergauf.
Aufgrund der Sackgassen, der Enge der Straßen und wohl auch der Verrufenheit des Viertels, gibt es in weiten Teilen der Quartieri – obwohl sie sehr zentral gelegen sind – relativ wenig Durchzugsverkehr.

## Bevölkerung und Leben

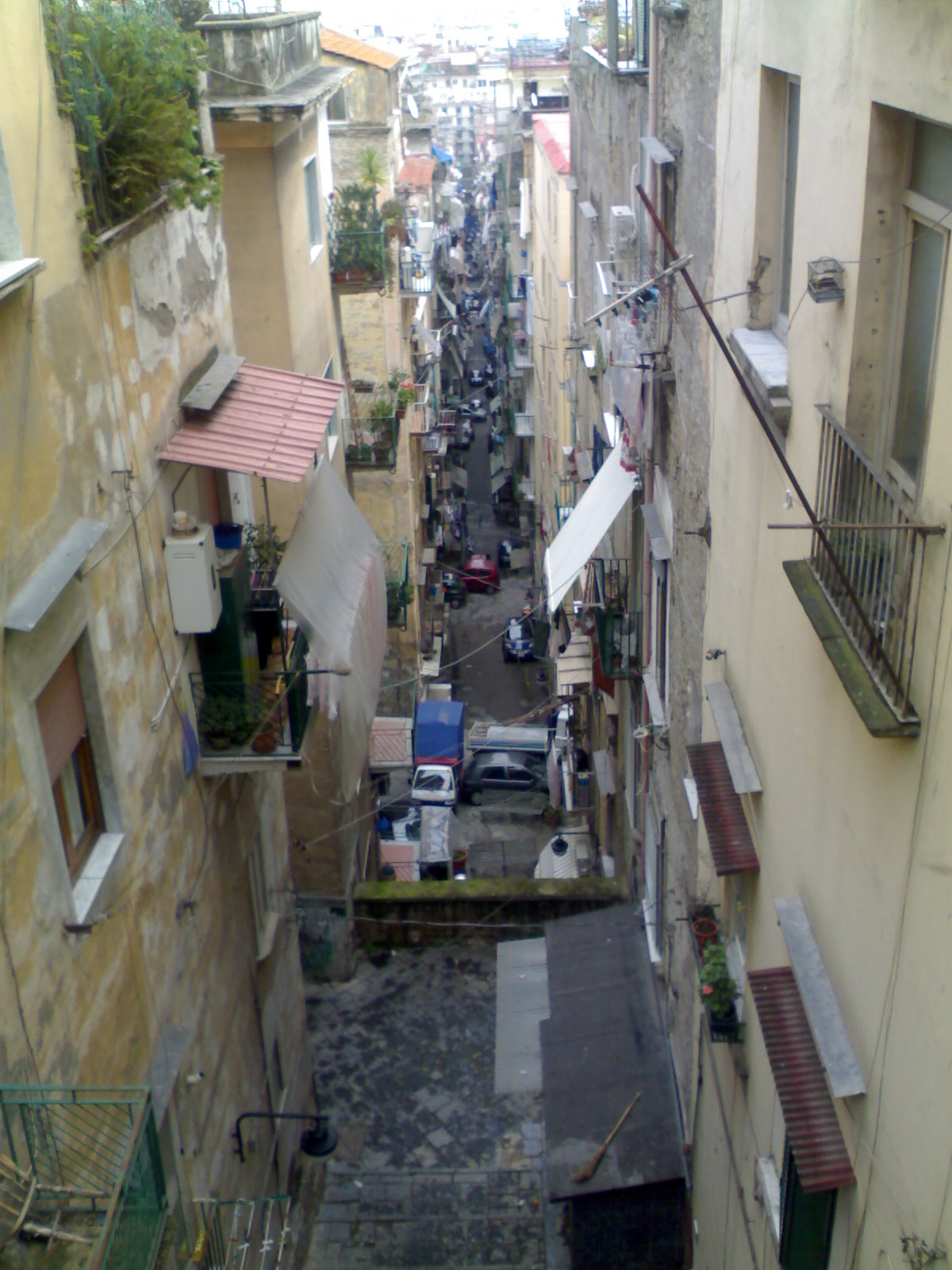
Der Quartieri Corso in den Quartieri Spagnoli.

Die Quartieri sind 0,125 Quadratkilometer groß und äußerst dicht bewohnt. Die Bevölkerungsstruktur ist heterogen, sie besteht sowohl aus alteingesessenen Neapolitanern wie auch aus Immigranten. Die Quartieri Spagnoli gelten als eher armes und verrufenes Viertel, doch sind seit den 2000er Jahren in geringem Ausmaß auch Zeichen einer Gentrifizierung zu erkennen. So wohnen Besserverdienende, Intellektuelle, Künstler und Studenten in Dachwohnungen sowie am Rand des Viertels. Abgesehen von der dichten Bebauung mit Wohnraum gibt es viele Läden, Werkstätten, einige öffentliche Einrichtungen und zahlreiche Kirchen.
Auch heute noch prägen die in Neapel verbreiteten Erdgeschosswohnungen (die Bassi) das Bild des Viertels. Es handelt sich dabei um Wohnungen, deren Wohnzimmer oder Küche nur durch eine einfache Tür vom Straßenverkehr abgetrennt sind.

## Geschichte
Die Quartieri Spagnoli wurden während der Amtszeit (1532 bis 1553) des spanischen Vizekönigs Pedro Álvarez de Toledo zwischen der auf dem Hügel Vomero gelegenen Festung Sant’Elmo und der damals von einer Mauer umgebenen Stadt errichtet. Dazu ließ er einen Teil der Stadtmauern abreißen und ersetzte sie an dieser Stelle durch die noch heute existierende Via Toledo. Das neu erbaute Viertel war rasterförmig angelegt und bestand aus zweistöckigen Bauten. Ein Grund für die Stadterweiterung war, dass nun die Pächter der Neubauten – gegen Geld – spanische Soldaten des Vizekönigs einquartieren konnten (daher auch der Name Quartieri Spagnoli).
Im Laufe der Zeit wurden die Häuser – aus Bedarf an Wohnfläche – um meist einige Stockwerke aufgestockt, außerdem wurden Zwischenwände und sogar Zwischenböden eingezogen um mehr Zimmer zu erhalten. Diese oft kleinen und verschachtelten Strukturen wurden dann nicht selten durch zusätzliche Treppenhäuser verbunden.

## Soziale Probleme
Die Quartiere gelten als armes und verrufenes Viertel. Wie in anderen Bereichen der Stadt, soll auch hier die Camorra aktiv sein. Als ein Hauptproblem gilt die sogar für Neapel hohe Arbeitslosigkeit sowie der eher niedrige Bildungsstand der Bewohner.